# Serenade of the Seas
Serenade of the Seas (креативный перевод Серенада морей) — третье круизное судно класса Radiance, находящийся в собственности компании Royal Caribbean Cruises Ltd. и эксплуатируемый оператором Royal Caribbean International было построено в 2003 г. в Германии в Папенбурге на верфях Meyer Werft GmbH. Серия из четырёх судов включает в себя также сестёр-близнецов Radiance of the Seas, Brilliance of the Seas и Jewel of the Seas.  Крёстной матерью Serenade of the Seas является известная голливудская актриса Вупи Голдберг (Whoopi Goldberg). 

## История судна
Подписание 28 апреля 1998 г. контракта на строительство судов стало началом сотрудничества между Royal Caribbean Cruises Ltd. и Meyer Werft. Киль судна под заводским номером 657 был заложен 18 февраля 2002 г. с установки первого из 66 блоков. Сентовую монетку на счастье подложил представитель  Royal Caribbean International Харри Куловаара (Harri Kulovaara)  20 июня 2003 г. Serenade  of the Seas покинуло строительный док. После достройки и передачи 1 августа 2003 г. судно ушло в свой  первый рейс, который завершился 25 августа 2003 г. 
Судно выходит в круизы из Сан-Хуана (Пуэрто-Рико). Летом 2012 г. по плану предстоит работа на Средиземном море.

## Развлечения на борту
Число пассажирских кают было доведено до 1050, из них:
- - 813 внешних кают
  - 577 кают с балконом
  - 237 внутренних кают
- Особенности:
  - скалодром
  - итальянский ресторан Portofino
  - Casino RoyaleSM